# Rebæk Søpark Kollegiet
Rebæk Søpark Kollegiet er et kollegium beliggende ca. tre minutters gang fra Rødovre Station. Det består af 361 værelser med bad og toilet samt fælles køkkener fordelt på syv etager med 52 værelser og tre køkkener på hver. Væggene på alle etagernes forbindelsesgange er udsmykket med malerier af Poul Gernes, der bl.a. har udsmykket Palads Teatret og Herlev Hospital. Kollegiet administreres af Kollegiernes Kontor I København. Tæt ved kollegiet finder man Brøndbyskoven og Rebæk sø.
Kollegiet har eget motionsrum, vaskerum, festlokale (større fester), cafe (fredagscafeer), opholdsrum (m. bordtennis) og cykelkælder.